# إبراهيم القصار
إبراهيم بن داود القصّار الرَقّي، ويُكنّى أبو إسحق، أحد علماء أهل السنة والجماعة ومن أعلام التصوف السني في القرن الرابع الهجري، قال عنه أبو عبد الرحمن السلمي بأنه: «من جلّة مشايخ الشام، وكان لازماً للفقر، مجرّداً فيه، محبّاً لأهله»، وقال عنه أبو نعيم الأصبهاني بأنه: «ذو الهم المخزون، والبيان الموزون». أصله من الرقة في سوريا، وكان من أقران الجنيد وأبو عبد الله بن الجلاء، إلا أنه عمّر، وصحبه أكثر مشايخ الشام، تُوفي في مدينة الرقة السورية سنة 326 هـ الموافق 938.

## من أقواله
- قيمَة كل إِنْسَان بِقدر همته فَإِن كَانَت همته الدُّنْيَا فَلَا قيمَة لَهُ وَإِن كَانَت همته رِضَاء الله تَعَالَى فَلَا يُمكن اسْتِدْرَاك غَأيَة قِيمَته وَلَا الْوُقُوف عَلَيْهَا.[2]
- الأبصار قوية، والبصائر ضعيفة، وأضعف الخلق من ضعف عن رد شهوته، وأقوى خلقه من قوي على ردها.[2]
- المعرفة إثبات الرب عز وجل خارجاً عن كل موهوم.[4]
- أبيات من الشعر:[1]